# Le Chevalier mystère
Le Chevalier mystère er en fransk stumfilm fra 1899 af Georges Méliès.